# Coccus illuppalamae
Coccus illuppalamae är en insektsart som först beskrevs av Green 1922.  Coccus illuppalamae ingår i släktet Coccus och familjen skålsköldlöss.
Artens utbredningsområde är Sri Lanka. Inga underarter finns listade i Catalogue of Life.